# Força forte
Na física, força forte é a interação entre quarks e glúons descrita pela cromodinâmica quântica. Antigamente, era entendida como a força nuclear, que ocorria entre prótons e nêutrons, até então considerados indivisíveis. É uma das quatro forças fundamentais da natureza, sendo as outras a interação fraca, a interação eletromagnética e a gravitação. É também a mais forte, embora tenha um curtíssimo raio de ação de  aproximadamente 10-14 metros (ou 0,0001 Å ; 1 ångström = 10-10 metros).
O trabalho pioneiro sobre as forças fortes foi realizado pelo físico japonês Yukawa em 1935, mas até meados da década de 1970 não havia uma teoria capaz de explicar os fenômenos nucleares. Foi então que surgiu a cromodinâmica quântica, a teoria que explica os fenômenos que ocorrem no interior do núcleo atômico. As outras forças fundamentais são força nuclear fraca, força eletromagnética e a força gravitacional.

## História
Antes da década de 1970, os físicos estavam incertos acerca do mecanismo de ligação do núcleo atômico. Era claro que ele era formado por prótons e nêutrons, e que o próton tinha carga elétrica e o nêutron era eletricamente neutro. Pela compreensão física da época, os prótons deveriam se repelir e fazer o átomo decair rapidamente, mas isso não acontecia, era necessária uma nova teoria da física.
A força forte foi postulada para explicar como o núcleo atômico continua unido apesar da mútua repulsão eletromagnética dos prótons. Essa era a hipótese da Força Forte, uma força fundamental que atuava nos nucléons (os prótons e nêutrons). Experimentos mostram que isso força os núcleons a ficarem juntos mesmo com a repulsão eletromagnética dos prótons (a Força Forte é cem vezes mais forte que a eletromagnética).
Então foi descoberto que os prótons e nêutrons não eram as partículas fundamentais, e que eram formados de quarks, e que a atração entre nucléons era efeito colateral do que ocorria dentro deles, fazendo os quarks ficarem unidos. A teoria da cromodinâmica quântica, e que os quarks transportavam o que era chamado carga de cor, embora não tenha nenhuma relação com a luz visível, quarks com cor diferentes se atraem como resultado da forte interação que é mediada por partículas chamadas de glúons.

## Detalhes
Calcula-se que, dentro do núcleo, a proporção entre as forças nucleares, elétricas e gravitacionais seja de 1:10-3:10-39, respectivamente.

### Comportamento da força forte

A interação de quarks de um nêutron deve-se à força forte.

A forte força contemporânea é descrita pela cromodinâmica quântica (sigla QCD, em inglês), sendo parte do modelo padrão da física de partículas. Matematicamente, a QCD é uma teoria de calibre não abeliana, com base em um calibre (local) de grupo de simetria chamado SU (3).
Os quarks e glúons são as únicas partículas que não têm o desaparecimento da carga e cor, podendo então participarem da forte interação, sendo que esta atua diretamente nestes.
A força forte, ao contrário das outras forças fundamentais da natureza (eletromagnética, fraca e gravidade) não fica menos poderosa com a distância de seu alcance (que é do tamanho de um hádron), a sua força de atuação é de cerca de 10000 N, em QCD isto é chamado confinamento da cor, mas implica que somente hádrons e não quarks individuais podem ser observados. A explicação é que a quantidade de trabalho realizado contra uma força de 10 000 newtons (sobre o peso de uma tonelada métrica de massa sobre a superfície da Terra) é o suficiente para criar novas partículas pelo choque entre elas. Em termos simples a própria energia aplicada para puxar dois quarks separados irá gerar um novo par de quarks. O fracasso em observar quarks livres é uma evidência desse fenômeno.